# Дринска регата (Бајина Башта)
Дринска регата је најстарија и најмасовнија манифестација туристичко-рекреативног карактера на реци Дрини, коју организују СТЦ „Бајина Башта” и општина Бајина Башта. Прва Дринска регата је одржана треће седмице јула 1994. године и од тада се сваке треће седмице у јулу одржава ова манифестација.
На традиционалном избору који при крају сваке године организује Туристичка организација Србије, 30. Дринска регата проглашена је за званично најбољу туристичку манифестацију у Србији за 2024. годину. „Туристички цвет”, најпрестижнију туристичку награду, Дринска регата добила је по други пут за 39 година колико се ова награда додељује најбољима у туризму. По добијању „Туристичког цвета”, манифестација је добила и награду „Лидери у туризму 2024”, коју је установио портал „Путовања и туризам”, као један од водећих у области туризма и путовања.

## О Манифестацији
Одржава се у успомену на древне дринске сплаваре и представља спој традиције са савременим туристичким трендовима. „Бајина Башта”. Овај јединствени карневал на води уз велики број других разноврсних садржаја представља једну од највећих туристичких манифестација у Србији и највећи догађај на води у овом делу Европе. Дринска регата поред великог спуста реком Дрином обухвата и бројне пратеће садржаје који сваке године у јулу у Бајину Башту привуку преко 100.000 посетилаца. Растући из године у годину, Дринска регата је у 2016. и формално стекла статус једне од најзначајнијих манифестација у Србији.
У 2016. години Дринска регата је награђена са два најзначајнија признања у туризму у Србији тако да је и званично крунисана као најбоља српска туристичка манифестација. Од стране Туристичке организације Србије Дринској регати је на Светски дан туризма додељен Туристички цвет 2016. за најбољу туристичку манифестацију у Србији, а од стране Привредне коморе Србије и Министарства трговине, туризма и телекомуникација награда „Најбоље из Србије 2016.” за најбољу туристичку манифестацију у функцији промоције Србије. Ова награда је посебно значајна јер су као критеријуми за оцену били и објективни параметри као што је број посетилаца, традиција и добра организација али и оцене еминентног стручног жирија и оно што је посебно важно гласање посетилаца манифестације.

## Програм Манифестације
Од јубиларне 20. Дринске регате усталило се да програм манифестације траје пет дана и то од среде до недеље а велики спуст Дрином је увек суботом. За све дане трајања манифестације у центру Бајине Баште се одржава сајам сувенира и домаћих производа и радиности. Првих дана манифестације одржавају се концерти у Спортском центру „Браћа Милутиновић” на којима су извођачи народне или поп музике. Четвртком је у Перућцу традиционално такмичење у припремању рибље чорбе које у прелепом амбијенту поред реке Врело окупља велики број посетилаца који се уз музику и пиће друже и кувају рибљу чорбу. Петком се одржавају скокови са моста у реку Дрину где се пред хиљадама посетилаца такмиче најхрабрији скакачи са целог Балкана.

### Мост фест
Петак и субота увече су резервисани за „Мост фест” који је као музички фестивал у оквиру Дринске регате израстао у један од најважнијих сегмената манифестације. У две вечери на излетишту Рача поред Дрине наступају најпознатије музичке звезде са ових простора. До сада су у оквиру „Мост феста” наступали бројни познати бендови и музичари: Тони Цетински, Владо Георгиев, Бајага и Инструктори, Атомско склониште, ЈУ група, Дивље јагоде, Рибља чорба, Ван Гог, Дадо Топић, Филм, Партибрејкерси, Црвена Јабука, Неверне бебе, Електрични оргазам, Горан Бреговић, Забрањено пушење, Хладно Пиво, Кербер, Београдски, Светлана Ражнатовић и многи други.

### Спуст Дрином
Централни део манифестације је спуст Дрином од Перућца до Рогачице који је увек суботом, а километарска поворка стартује испод ХЕ „Бајина Башта” тачно у 11 часова. Због огромних гужви на старту потребно је ка Перућцу кренути бар пар сати раније. Спуст увек званично отвара неко од познатих јавних личности или од највиших државних функционера.
Недеља је дан за сумирање утисака и за уживање у културно уметничким дешавањима као што су представе и изложбе које се одржавају у Бајиној Башти у време Дринске регате.
23. Дринска регата је значајна по томе што су тада први пут на овако великом догађају и на спусту организовано учествовала и лица са инвалидитетом па је ова манифестација имала допринос и социјалној инклузији ових особа.
Дринска регата је изузетно медијски пропраћена а видео прилоге и уживо извештавања са Дринске регате имале су све националне медијске куће као и сви дневни листови, бројне регионалне телевизије и огроман број портала.